# Лембергс, Айварс
А́йварс Ле́мбергс (латыш. Aivars Lembergs, в советских документах А́йвар Ро́бертович Ле́мберг; род. 26 сентября 1953 года, Екабпилс) — латвийский политик и олигарх, крупный латвийский предприниматель, с 1988 года до момента своего ареста в феврале 2021 года занимал пост мэра Вентспилса. Миллионер (в 2006 году занимал 6-е место среди самых богатых людей Латвии с состоянием в 60 млн латов; в 2009 году семья Лембергсов стала самой богатой в Латвии). Председатель Вентспилсской городской думы. Выдвигался на пост премьер-министра Латвии от Союза зелёных и крестьян. Депутат Верховного совета Латвии в 1990—1993 гг. Член исполкома Латвийского Олимпийского комитета. Почётный член Латвийского университета (с сентября 1998 года).
22 февраля 2021 года Лембергс был признан виновным по обвинению во взяточничестве и отмыванию денег и приговорён к 5 годам тюремного заключения, штрафу в размере 20 000 евро и конфискации имущества на десятки миллионов евро.

## Биография
Родился 26 сентября 1953 года в Екабпилсе.
- 1977 — окончил экономический факультет Латвийского университета;
- 1968—1969 — рабочий Екабпилсского межколхозного строительного объединения (МСО);
- 1974—1975 — лаборант, рабочий в ЛУ;
- 1977—1978 — инженер-экономист Вентспилсского припортового завода;
- 1978—1987 — инструктор, заведующий отделом, секретарь Вентспилсского городского и районного комитета Коммунистической партии Латвии;
- 1987—1988 — инструктор отдела сельского хозяйства и пищевой промышленности Центрального комитета Коммунистической партии Латвии;
- 1988—1991 — председатель Вентспилсского горисполкома Совета народных депутатов;
- 1991—1994 — председатель Вентспилсского горсовета народных депутатов;
- 1990—1993 — депутат Верховного совета Латвии;
- 1994 — 2021 — председатель Вентспилсской городской Думы (аналог мэра);
- 1994—2000 — госуполномоченный в АО «Латвийская железная дорога»;
- с 1994 — президент Латвийской ассоциации транзитного бизнеса, председатель правления Вентспилсского свободного порта.

## Уголовные процессы

### Дело Гринберга
29 декабря 2005 года Генпрокуратура Латвии возбудила против Айварса Лембергса уголовный процесс за «злоупотребление служебным положением». Инициатором дела был американский гражданин и министр экономики Латвии Кришьянис Кариньш, подготовивший на утверждение правительства 23 февраля 2005 года распоряжение о назначении Оярса Гринберга в правление Вентспилсского свободного порта без указания персонального кода этого лица. Злоупотребление служебным положением со стороны Лембергса инкриминировалось в том, что он отказался исполнять распоряжение, поскольку Гринбергов в стране хватает и без персонального кода невозможно принять человека на работу. Судебный иск Кариньша обернулся убытками для государства: Лембергс не только был полностью оправдан по инкриминировавшимся ему уголовным статьям, но и получил компенсации морального ущерба и судебных издержек и от Минфина, и от Бюро по предотвращению и борьбе с коррупцией.

### Дело о коррупции
В 2006 году Лембергс стал фигурантом уголовного дела по обвинению в коррупции и взяточничестве.
14 марта 2007 года он был арестован и помещён в Рижский централ, суд наложил арест на его имущество и принадлежащие ему акции вентспилсских предприятий. Управлять имуществом был назначен швейцарский адвокат, ранее представлявший интересы вентспилсских транзитных предприятий, Рудольф Мерони. Таким образом этот человек получил контроль над рядом ключевых предприятий порта, в частности «Вентбункерсом» и Latvijas Naftas tranzīts, а впоследствии приобрел статус главного акционера вместо позиции председателя советов большинства компаний, которую он занимал в 1993—1998 гг. По решению британского суда право «управлять и охранять» доли Айварса Лембергса в холдинге «Вентбункерс» было отнято и передано аудиторской фирме KPMG только 29 апреля 2013 года, однако латвийское правосудие своего доверия Мерони не утратило. 
Согласно подсчетам, за время управления активами Лемберга Мерони «перенял на хранение» со счетов «Вентбункерса» и Latvijas Naftas tranzīts 76,4 миллиона латов.
Лембергс также фигурировал в офшорном скандале с панамскими документами в 2016 году.

## Санкции
9 декабря 2019 года в Латвии было опубликовано сообщение Управления по контролю за иностранными активами Государственной казны США, согласно которому были объявлены санкции против Лембергса по обвинению в коррупции, и правительство США заблокировало его активы в США в соответствии с так называемым «закона Магнитского». Санкции, судя по сообщению, налагались на все предприятия, в которых Лембергс состоял в руководстве, в том числе Вентспилсский свободный порт. Были заблокированы все счета Айвара Лемберга в латвийских банках. С 10 декабря 2019 года его жена и дети не имеющими права на въезд в США.
Кабинет министров Латвии объявил о создании в Вентспилсе государственного предприятия Ventas osta параллельно Управлению Вентспилсского свободного порта. Его руководителем был назначен оппозиционный депутат Вентспилсской думы Г. В. Кристовскис. Как явствует из документов, опубликованных порталом Pietiek, c 2016 года этот бывший видный латвийский политик работал на Рудольфа Мерони. Декларации должностного лица подтверждают, что за «консультации» «Вентбункерсу» Кристовскис получал в 10 раз большее вознаграждение, чем его депутатская зарплата: 50 и более тысяч евро в год против 4700 евро (в 2018).
После того, как Лембергс отказался от всех постов в порту и его предприятиях, санкции против него были отменены, а сам Айвар Робертович усомнился, были ли они объявлены действительно или это фальшивка, распространённая его политическими оппонентами с целью устранения его с политической арены. Санкции продвигали Новая консервативная партия и Новое единство.
Лембергс обратился в Комиссию рынков финансов и капитала с требованием предоставить ему документы, на основании которых были заблокированы его собственные счета и счета членов его семьи, однако ответа не получил. Он считает, что санкции против него могут быть введены только на основании юридически корректных документов и решения латвийского суда.

## Арест
22 февраля 2021 года Лембергс был признан виновным по обвинению во взяточничестве и отмыванию денег и приговорён к 5 годам тюремного заключения, штрафу в размере 20 000 евро и конфискации имущества на десятки миллионов евро. После этого он был немедленно арестован. Лембергс сравнил свой приговор с приговором российскому оппозиционному лидеру  Алексею Навальному.